# Cyrtopholis media
Cyrtopholis media är en spindelart som beskrevs av Chamberlin 1917. Cyrtopholis media ingår i släktet Cyrtopholis och familjen fågelspindlar. Inga underarter finns listade i Catalogue of Life.